# Bandar Pulo
Bandar Pulo is een bestuurslaag in het regentschap Simalungun van de provincie Noord-Sumatra, Indonesië. Bandar Pulo telt 2237 inwoners (volkstelling 2010).